# Маноель
Маное́ль (мальт. Il-Gżira Manoel) — дрібний острів у Середземному морі, входить до Мальтійського архіпелагу та є територією держави Мальта. Адміністративно належить до муніципалітету Гзіра.

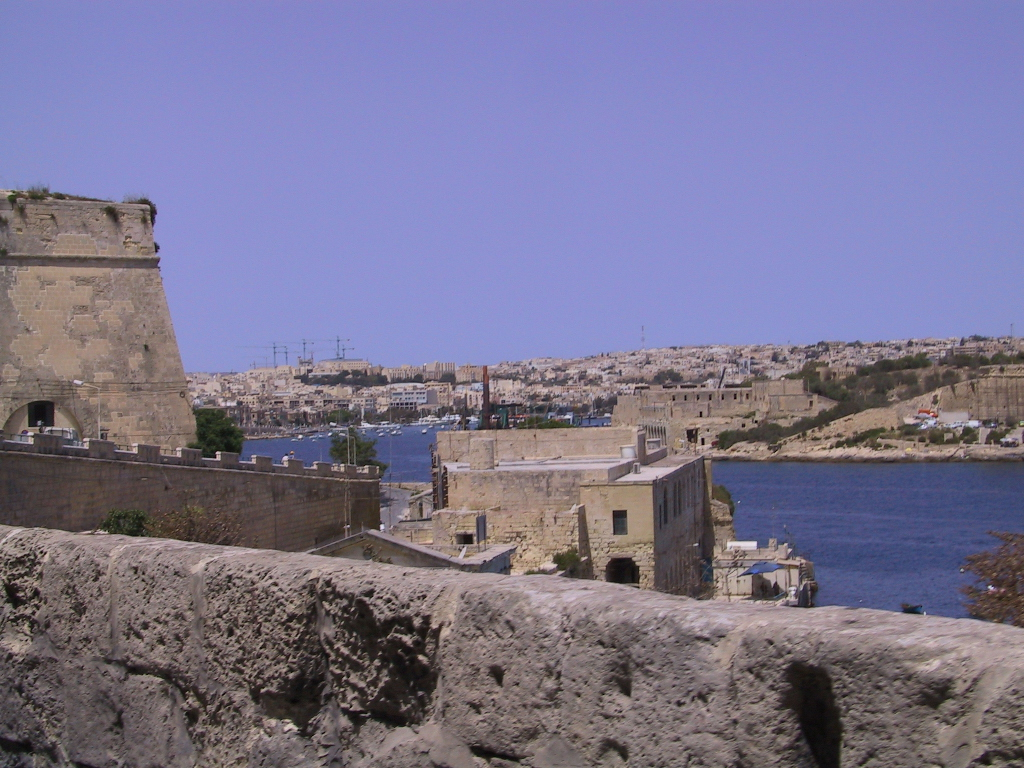
Вигляд з боку Гзіри

Розташований в глибині бухти Марсамхет між Валетою, столицею Мальти, на сході та Гзірою на заході. Острів височинний, повністю забудований.
1643 року на острові Великий магістр Мальтійського ордену Жан-Поль Ласкаріс збудував на острові шпиталь для хворих на чуму та холеру. 1726 року інший Великий магістр Антоніо-Маноель де Вільєна звів тут військовий форт. Саме на честь нього і було надалі названо острів.